# Scaptia xanthopilis
Scaptia xanthopilis är en tvåvingeart som först beskrevs av Ferguson 1921.  Scaptia xanthopilis ingår i släktet Scaptia och familjen bromsar. Inga underarter finns listade i Catalogue of Life.